# Anthela vinosa
Anthela vinosa is een vlinder uit de familie van de Anthelidae. De wetenschappelijke naam van de soort is voor het eerst geldig gepubliceerd in 1885 door Rudolph Rosenstock.